# Aspilatopsis somereni
Aspilatopsis somereni là một loài bướm đêm trong họ Geometridae.